# 源氏物語大成
『源氏物語大成』（げんじものがたりたいせい）は、池田亀鑑編著による『源氏物語』の校異を中心にした研究書である。

## 概要
『源氏物語』本文の校異を示した「校異編」、校異編の成果を元に作成された詳細な語句索引からなる「索引編」、古注や古系図などの源氏物語に関連する資料を集めた「研究資料編」（普及版では「研究編」および「資料編」）、源氏物語絵巻といった源氏物語に関する図録を集めた「図録編」から構成される。校異編は源氏物語の本格的な学術的校本としては初めてのものであり、その後の源氏物語の研究に大きな影響力を持ち、「近代の源氏物語研究における金字塔」「近代における源氏物語の文献学的研究成果として最大のもの」などとされる。

## 完成までの経緯

### 企画の発端と変遷
もともと本書を編纂する事業は日本で最初の類義語辞典を編纂した国文学者芳賀矢一が1922年（大正11年）3月に東京帝国大学を依願により退官するのに伴った記念事業として企画されたものである。1923年（大正12年）3月にはこの事業の推進のために「芳賀矢一功績記念会」も結成された。最終的にこの事業は1926年（大正15年）4月に、当時若手の研究者として将来を期待されていた池田亀鑑に委嘱されることになった。この計画は最初は2ないし3冊程度からなる源氏物語の注釈書を2年程度で完成させることを目指して計画されたものであり、池田亀鑑は当初は当時入手できた印刷本の河海抄や花鳥余情をもとに作業を進めようとしたが、腑に落ちない点があって調べてみるとこれらの注釈書の写本にはいくつもの系統があって写本ごとの差異があったりするため、印刷本の注釈書の内容を元にして適当に取捨選択して一通りの注釈書にまとめ上げることは不可能ではないにしても杜撰の非難を受ける虞があるとして、それよりは古注を研究者が容易に利用できるような資料、すなわち「古注集成」を作ることの必要性を感じたため、記念会に対して同事業を「源氏物語の古注集成を作る事業」に変更することを申し出て了承された。さらに作業を進めていく中で、源氏物語本文の写本ごとの異なりが当時一般に言われていたような「源氏物語の本文には、写本や版本によって単純な写し間違いなどに起因すると見られる細かい差異は多数存在するものの、文の意味や話の筋立てに影響を及ぼすような違いはほとんど存在しない」という状況ではなく、古注の解釈の上でも無視できない差異がしばしば見られることが明らかになり、「それぞれ異なった本文に対して注釈を加えているそれぞれの古注のそれだけをただ集め並べても比較することは出来ない。古注集成を作るためには先に注釈の対象となっている本文の異同を明らかにする必要がある。」として、当時まだ源氏物語の本格的な校本は存在せず、湖月抄や首書源氏物語といった近代以前の版本をそのまま活字化したものか、金子元臣の『定本源氏物語新解』（明治書院、1925-1930年）のような『湖月抄』を底本として河内本で校訂したものくらいしかなかったこともあり、再度計画を変更して第1段階の作業として源氏物語の学術研究に耐えうる校本を作ることになった。この度々の計画の変更については、「芳賀矢一記念会」の了承を得て、また芳賀矢一が死去する1927年（昭和2年）までは同人の了承をも得ていたとされており、この点について池田は源氏物語大成の序文の中で「本来の計画の正しい発展である」と述べている。

### 本事業のための資金
本事業のために、当初広く資金の募集を行って当時の金額で「五千余円」を集めたというが、作業が当初の予定を遙かに超えて長期化したため当初用意された資金だけでは全く足りず池田は後それ以外にも学士院から2回、無名の篤志家から数回研究補助金の交付を受けたという。さらにそれだけの資金援助を受けながらも新出の貴重な写本を購入する為の資金が足りず池田の両親が所有していた田畑を売るなどして用立てたこともあったことを池田は語っている。池田がこのような豊富な資金を背景にして源氏物語の古写本を片端から買いまくっていたために、古書を取り扱っている業界の中では「源氏物語関係のいい写本が出てきたら、まず池田先生の所へ持って行く。」という状況になってきたが、入札形式を取った売り立てでは購入することが出来ないことが多くなり、「自分で買えないものは他の人に買って貰ってそれを利用する」という形に方針転換し、コレクション「青谿書屋」で知られる三井合名会社理事の大島雅太郎、新潟県の大地主である保阪潤治、三井鉱山専務であった七海兵吉、「紅梅文庫」のコレクションで知られる前田善子といった人物に協力を求めたという。底本となった大島本をはじめ保坂本、七海本などこのような経緯で本書の校異に採用されるに至った写本も多く存在するが、それらの多くが戦後財閥解体や農地改革などによって財産を失ったために再度所有者を変えることになった。

### 第一期 校本作成の作業
当初は、以下のような理由から河内本系統の写本を底本にして校本を作る作業を進められた。
- 『水原抄』、『紫明抄』、『原中最秘抄』、『河海抄』など、鎌倉時代から室町時代にかけて作られた源氏物語の初期の古注釈書のほとんどが注釈の対象となる本文としてこの当時有力な本文であった河内本系統の本文を使用していたこと。
- 1921年（大正10年）の山脇毅による「平瀬本源氏物語」の発見[10]をはじめとする河内本諸写本の発見等によりすでに失われてしまったと考えられていた良質の河内本系の本文が実際に利用可能になったこと。
- 当時は「河内本ブーム」と評されたほど今となっては過大とも言えるほどに河内本の発見が源氏物語研究への寄与すると考えられていたこと。

そして1931年（昭和6年）に最終的な稿本を完成したとして1932年（昭和7年）11月19日および20日には東京帝国大学文学部国文学科において完成記念の展観会まで催されており、その際には集められた源氏物語の古写本を始めとする様々な資料と共に河内本を底本にした第1次から第5次までの稿本が閲覧に供されており、このうち第5次の稿本は全5巻からなる完成原稿であるとされている。
この時期の校本は「校本源氏物語」と呼ばれており、この時期の底本は、上記の展観会に際して発行された『源氏物語に関する展観書目録』には「校本源氏物語底本 河内本（禁裏御本転写）（室町時代）写 」と説明されている。かつては池田亀鑑のもとにあったが現在は天理図書館に所蔵されており、河内本の本文を持つことから「天理河内本」との名称で『源氏物語別本集成 続』で校合対象の一つになっている写本に、池田亀鑑が
- 本書は学会の重宝として貴重す
へき希有の珍本にしてよろしく校本源
氏物語の底本として学界に弘布す
へきものなり
昭和七年十一月 識之

と記した紙片が付されていることから校本源氏物語の底本はこの写本であろうと考えられている。
また、青表紙本系統の写本を底本とするようになってからも現在のように大島本を底本とする以前に現在は校合本文の一つとして採用されている横山本を底本とすることを検討していた時期があったとされている。

### 大島本を底本にした校本に
しかし、当時源氏物語本文についての研究が急速に進展しており、河内本系の写本の本文よりも青表紙系の写本の本文の方がより良質な本文であることが次第に明らかになってきたことに加えて、その1，2年前に青表紙本系統の極めて良質な写本であると考えられた大島本の存在が明らかになった。そこで池田は、完成していた稿本を破棄し、大島本を底本にして校本の作成作業を一からやり直すことにし、さらに約10年をかけて1942年（昭和17年）10月、ようやく『校異源氏物語』全5巻は中央公論社から刊行された。
この校本完成までの作業は、それまで日本では、中でも国文学の世界では全く知られていなかった西洋の正文批判に関する研究成果を取り入れるため、文献を取り寄せて学びながらの作業であったとされている。本来の源氏物語の本文校訂の作業と並行して方法論に関する研究論文を発表したり、学んだ研究方法を小規模な作品の本文に適用して実践するということも行われた。
また、現在のように調査・研究の対象となる価値のある写本が公的な施設や大学等の研究機関よりも大名や公家の流れを汲む名家や個人の資産家に多く所蔵されていた時代であり、写本の調査を拒否されたり、許されてもさまざまな制約を付けられる場合も少なくなかった。一度閲覧を許されて調査を開始したものの、作業半ばでそれ以後の調査を拒否された写本もあったとされている。少なくない写本が様々な理由により研究を制約された。数多くの重要な写本は写本を写真に撮ることなども許され、そのフィルムの枚数は約50万枚にも及んだものの、写真を撮るために持ち出したり、あるいは撮影機材を写本の所蔵場所に持ち込んだりすることが許されず、「所蔵者ノ都合ニヨツテ極メテ短時間ノ内ニ調査シ、再調ノ機会ヲ許サレナカツタ」として調査を中断せざるを得なくなり、完了した部分についても校異を採用することが出来なかった大沢本や、当時出版されていた源氏物語の小型の印刷本を写本を所蔵している場所に持ち込んで本文の異同をその場で目で確認しながらその本に書き込むという方法によって本文異同を採録したような写本も存在する。また池田が直接写本の調査をすることが許されず、過去に別の研究者が行った調査の結果を間接的に利用することしか出来なかった写本もあるとされている。例えば池田は当時日本に居住していたある外国人資産家に渡った「阿仏尼本」と呼ばれる貴重な写本について調査を申し入れたものの、「極めて屈辱的な扱いを受けた上写本の調査を許されなかった。」と記している。「従一位麗子本」の転写本とされる古写本についても、所有して調査を行っていた北小路健（渡辺栄）から閲覧を拒否された。結局、両者ともに第二次世界大戦の混乱の中で失われ、阿仏尼本の1冊（『帚木』）だけが奇跡的に現存している。
長期間の大規模な作業の結果できあがった校本は当初の計画より遙かに大規模な出版物となっていった。そのため最初に予定されていた出版社からは出版を断られてしまう事態になり、一時は出版を諦めて完成原稿を資料として東京大学図書館に所蔵するに止めるといったことも考えられていたが、池田ら関係者がさまざまな伝手をたどった結果、中央公論社が谷崎潤一郎による『谷崎潤一郎訳源氏物語』の出版に続く源氏物語の出版事業として同社から1942年（昭和17年）10月に『校異源氏物語』全5冊として一千部限定で出版されることになった。なお、「芳賀矢一記念会」は『校異源氏物語』の出版後、目的を果たしたとして解散しているが、「源氏物語大成 校異編」には藤村作が同記念会を代表する形で序文を寄せている。（なお、完成した研究成果を芳賀矢一に献呈するという記念会の当初の目的そのものは1927年（昭和2年）に同人が死去してしまったため叶わなかったものの、1953年（昭和28年）6月20日には、「芳賀矢一記念会」代表であった藤村作の発案により芳賀矢一の墓前に刊行されたばかりの『源氏物語大成 巻1』を献じ「奉告祭」を行っている。）ただ形になった成果が出るまでにこれほどまでに時間がかかってしまったことに対して、芳賀矢一が死去して5年ほどたった頃には「池田はいったい何をしているのだ」という批判が起こったという。またさらに本書の校異編において「簡明を旨とする」ことが校本の基本的な校合方針として採用されたのは、いつまでも完成しないことに対する批判を池田亀鑑が気にして完成を急ぐためにとった方針であるという。池田は生涯に亘って数多くの書物を著しているが、本校本の完成を前にして『伊勢物語に就きての研究』（1934年（昭和9年）、大岡山書店）から『古典の批判的処置に関する研究』（1941年（昭和16年）、岩波書店）までの数年間は専ら本校本の作成に専念するために大規模な著作を著してはいない。

### 第二期の作業
『校異源氏物語』の完成をもって芳賀矢一記念会が解散したことにより、これ以後は形式的には池田亀鑑個人の事業になる。池田亀鑑は第2段階の作業として古注集成の編集に入ったが、もともと頑健な体質であったとは言い難い池田が体を壊したことや戦中・戦後の混乱があったこともあって本格的な古注集成の完成は一旦断念し、『校異源氏物語』の校異の部分を明融臨模本との異同を書き加えるなど若干改めたものを「校異編」としてその中心に置くと共に、完成した校訂本を使用して源氏物語の詳細な字句索引を作成し、それを「索引編」とした。またこれまでの本文研究のさまざまな成果を「研究編」としてまとめ、古注集成のために集められた諸資料の一部は「資料編」および「図録篇」にまとめられた。こうして完成した『源氏物語大成』は、1953年（昭和28年）6月から1956年（昭和31年）12月にかけて中央公論社より発行された。
池田亀鑑は続いて第三期の作業として本来の目標であった「源氏物語古注集成」の編纂作業にとりかかったとされているが、まもなく再度体調を崩し、『源氏物語大成』の刊行を見届けた後1956年（昭和31年）12月に死去してしまう。池田亀鑑は1926年（大正15年）に東京帝国大学文学部国文学科を卒業し、1956年（昭和31年）12月に死去したため、学者としての、研究生活のほぼ全期間を本書を作成する仕事に捧げたことになる。なお、源氏物語の古注集成を作る作業はその後何人かの学者に引き継がれ、『源氏物語古注集成』（おうふう）など、いくつかの成果が公表されている。

## 校異編
『源氏物語大成』の中核となる部分である。源氏物語研究史上初めて出来た源氏物語の学術的な校本であり、それにもかかわらずあまりにも完成度が高いためにこの後源氏物語の本文研究が止まってしまったと評されるほどのものである。
なお、校異編は『校異源氏物語』の完成（1942年（昭和17年））から時間を経たこともあり、「その後発見された古写本は相当の数に及んでいる」ためそれら新出の写本との校異を「校異源氏」の追加増補として刊行したいといった計画も発表されてはいたものの、結局は実現せず『校異源氏物語』の若干の誤植を手直した程度にとどまっており、例えば校異編の凡例は『校異源氏物語』の凡例を「校異源氏物語」の文言もそのままに使用しており、校合に使用した写本の所有者・所蔵者についても校異源氏物語作成時の内容を「侯爵家」・「伯爵家」・「子爵家」といった『源氏物語大成』刊行時にはすでに廃止されていた表記もそのまま変更せず収録しており、その後の所有者・所蔵者の変動は反映していない。そのため「校異源氏物語」を所有していた者の中には「源氏物語大成」が刊行されたとき校異編を購入せず「校異源氏物語」と「源氏物語大成　索引編」を組み合わせて利用している者もいた。但し各巻の巻末には採用されていた写本との異同のうち『校異源氏物語』に記載されなかった若干の異同を補記するとともに明融本との異同を付け加えてある。

### 底本
本校本は、全体としては「その数量において、またその形態・内容において希有の伝本である」とされた大島本を底本としている。但し、巻ごとに見ると、藤原定家の自筆本が存在する巻についてはそれを底本にしている。（柏木、花散里（尊経閣文庫蔵　前田家本））、早蕨（東京国立博物館蔵　保坂本）
なお、藤原定家自筆本のうち、行幸（関戸本）については当時存在が知られていなかったため『源氏物語大成』ではこれを採用していない。
また、
- 大島本に欠けている巻（浮舟）
- 大島本があってもそれが飛鳥井雅康の筆でなく後人の補筆である巻（桐壺、夢浮橋）
- 大島本が飛鳥井雅康の筆であっても別本系統の本文であることが判明した巻（初音）

については大島本を底本にせず「大島本ニ次グベキ地位ヲ有スル」とされた二条為明らの書写と伝えられる池田本（旧池田亀鑑所蔵本）を底本にしている。
また、これ以後に作られた校訂本では冷泉明融により藤原定家の自筆本を文字の配列や字形に至るまで忠実に写し取った臨模本とされる明融臨模本が存在する巻（桐壺、帚木、花宴、若菜上下、橋姫、浮舟）については大島本よりもそちらを底本にすることが多いが、当時はその存在が知られていなかったため『校異源氏物語』の段階では採用されず、『源氏物語大成』校異編において巻末に補記する形で異同を記している。
『源氏物語大成』の底本とされた大島本について言えば、この写本には、最初に書かれた本文に対して、時代の異なる（おそらく最初の書写後あまり間をおかない時期から江戸時代末期ころまでの期間にわたる）複数人によると見られる多くの墨筆・朱筆による書入れ・ミセケチ等が行われている。当初書かれた本文が比較的藤原定家の本文をよく保存しているよい青表紙本系統の本文であると考えられる（但し一部に独自の異文も見られる）のに対して後の書き込みの多くが河内本系統の本文によるものであると見られている（但し中には定家の自筆本に合わせた訂正も見られる）。
このような状況のもとで、本書では大島本の本文に訂正がある場合、書き込みにより訂正された後の本文を底本として採用していることが多いが、その方針で一貫しているわけでもなくもとの本文がそのまま採用されている場合もある。このような態度は底本である大島本についてだけでなく校合に使用した諸写本についても見られるため、伊井春樹などはこれを「近代になっての新しい異文発生の例」と呼んでいる。このため最近の本文比較研究では、「本来の大島本」（後の訂正が加わる前の最初に書かれた大島本の本文）とは別に「『源氏物語大成』の底本としての大島本」を一つの比較対照の本文とすることがある。なお、大島本にある大量の補訂作業の痕跡は本書及びこれに続くいくつかの校訂本において部分的に明らかにされてきたが、1996年（平成8年）に大島本の影印本が刊行されたことにより、その全貌が明らかになった。
また、この校本作成作業の開始時は河内本系統の写本を元に作業を開始したことは知られているが、それが河内本系統の中のどのような写本であったのかは明らかではない。また池田亀鑑の弟である池田晧は、「底本は数回変更された。」と語っており、底本が変更されたのは河内本系統の写本から大島本に変更された1回だけではないことになる。

### 比較校合に採用された写本
池田亀鑑は、約300点、冊数にして約15,000冊の写本を調査し、写本を撮影したフィルムは約50万枚に及ぶとされている。その中で『源氏物語大成』では青表紙本25本・河内本20本・別本16本の写本を校合対象としている。一つの写本でも巻によって校合の対象にしたりしなかったりすることがあるが、その基準は明らかではない。また、「原稿作製ノ都合上」昭和13年以後に発見された写本は採用されていない。但し『校異源氏物語』の段階では比較校合に採用されなかった写本のうち、明融本（明融臨模本）のみは特にその重要性から『源氏物語大成』校異編においてはその異同を巻末に補記している。
なお、校異編の凡例によれば、比較校合に採用した写本の基準は、おおむね
- 青表紙本系統の写本については吉野時代ころまでの書写であるもの。
- 河内本系統の写本については鎌倉時代ころまでの書写であるもの。
- 別本の写本については室町時代ころまでの書写であるもの。

としている。但し「研究編」や『源氏物語事典』の記述を見ると江戸時代の写本についても詳細に調査しているものがあるため、写本の調査自体はこれより広い範囲の写本に対して行われたと見られる。
底本に対する異文の表記は大きく青表紙本、河内本、別本のそれぞれについて分けて記されている。これは、異なる系統の本文を安易に比較校合の対象とするべきではないとする池田亀鑑の考えを反映したものであると見られる。

#### 採用された写本の一覧
本書で採用している各写本の記号・名称と筆者・所蔵者（当時のものであり、現在では変わっているものも多い）は以下の通り。
- 青表紙本
  - 定　定家本　藤原定家筆　前田侯爵家蔵
  - 定　定家本　藤原定家筆　保阪潤治蔵
  - 大　大島本　飛鳥井雅康筆　大島雅太郎蔵[25]
  - 横　横山本　藤原為兼等各筆　横山敬次郎蔵
  - 前　前田本　伝二条為氏筆　前田侯爵家蔵
  - 榊　榊原家本　伝二条為氏筆　榊原子爵家蔵
  - 池　池田本　伝藤原行能等各筆　桃園文庫蔵[26]
  - 肖　肖柏本　牡丹花肖柏筆　桃園文庫蔵
  - 三　三条西家本　三条西実隆・公条・公順各筆　三条西伯爵家蔵
  - 松　　　　　　伝藤原為家筆　松浦伯爵家旧蔵（現善本叢書本）
  - 秀　　　　　　伝冷泉為秀筆　静嘉堂文庫蔵
  - 長　　　　　　伝耕雲花山院長親筆　大島雅太郎蔵
  - 明　　　　　　伝二条為明筆　桃園文庫蔵
  - 家　　　　　　伝藤原家隆筆　静嘉堂文庫蔵
  - 氏　　　　　　伝二条為氏筆　大島雅太郎蔵（現日大鎌倉諸本集成本）
  - 耕　　　　　　耕雲自筆書入　保阪潤治蔵（現善本叢書本）
  - 冬　　　　　　伝津守国冬筆　桃園文庫蔵[27]
  - 慈　　　　　　伝慈鎮筆　静嘉堂文庫蔵
  - 佐　　　　　　伝二条為明筆　佐佐木信綱蔵
  - 高　　　　　　伝二条為藤筆　高野辰之蔵
  - 鎮　　　　　　伝慈鎮筆　桃園文庫蔵（現善本叢書本）
  - 島　　　　　　伝二条為氏筆　大島雅太郎蔵（現日大鎌倉諸本集成本）
  - 西　　　　　　筆者未詳（菅原院旧蔵）　西下経一蔵
  - 二　　　　　　伝二条為氏筆　静嘉堂文庫蔵
  - 勝　　　　　　筆者未詳（勝安房旧蔵）　桃園文庫蔵
- 河内本
  - 御　御物本　筆者未詳（源親行・聖覚[28]奥書）　東山文庫蔵
  - 七　七毫源氏　後醍醐天皇・兼良・頓阿等筆　東山文庫蔵
  - 宮　高松宮家本　（一条冬良奥書）　高松宮家蔵
  - 尾　尾州家本　（北条実時奥書）　尾張侯爵家蔵[29]
  - 平　平瀬本　伝伏見院他筆写　平瀬陸蔵
  - 大　大島本　筆写未詳　大島雅太郎蔵
  - 鳳　鳳来寺本　筆写未詳（源親行奥書）　鳳来寺蔵
  - 為　為家本　　伝藤原為家筆写　前田侯爵家蔵
  - 為　為家本　　伝藤原為家筆写　静嘉堂文庫蔵
  - 兼　　　　　　一条兼良奥書　桃園文庫蔵
  - 海　源氏古注　筆写未詳　七海兵吉蔵[30]
  - 曼　　　　　　畊雲筆写　曼殊院蔵
  - 冷　　　　　　伝冷泉為相筆写　大島雅太郎蔵（現日大鎌倉諸本集成本）
  - 富　　　　　　伝藤原為家筆写　富田仙助蔵
  - 青　　　　　　伝藤原為家筆写　大島雅太郎蔵（青谿書屋）（現日大鎌倉諸本集成本）
  - 谿　　　　　　伝二条為氏筆写　大島雅太郎蔵（青谿書屋）（現日大鎌倉諸本集成本）
  - 俊　　　　　　伝藤原俊成筆写　宮崎半兵衛蔵（現善本叢書本）
  - 加　　　　　　伝二条為氏筆（加持井宮旧蔵）　桃園文庫蔵（現善本叢書本）
  - 前　　　　　　伝津守國冬・慈覚筆写　前田侯爵家蔵
  - 静　　　　　　伝藤原為家筆写　静嘉堂文庫蔵
- 別本
  - 陽　陽明家本　伝後鳥羽院・後深草院・後京極良経等筆写　近衛侯爵家蔵　陽明文庫蔵　（伝甘露寺資經筆）
  - 保　保坂本　伝藤原為家等筆写　保阪潤治蔵[31]
  - 国　國冬本　伝津守国冬筆本　桃園文庫蔵[27]
  - 麦　麦生本　麦生鑑綱筆写　桃園文庫蔵[27]
  - 阿　阿里莫本　筆者未詳　伝阿里莫神社旧蔵本[27]
  - 飯　　　　　　筆者未詳　飯島春敬蔵[32]
  - 氏　　　　　　伝二条為氏筆写　大島雅太郎蔵（現日大鎌倉諸本集成本）
  - 相　　　　　　伝冷泉為相筆写　静嘉堂文庫蔵
  - 坂　　　　　　伝二条為氏筆写　保阪潤治蔵
  - 讃　　　　　　伝二条院讃岐筆写　七海兵吉蔵（現善本叢書本）
  - 長　　　　　　伝冷泉為相筆写　長谷場純敬蔵（現善本叢書本）
  - 言　　　　　　山科言継自筆書入　前田侯爵家蔵
  - 大　　　　　　伝西行筆写　大島雅太郎蔵（現善本叢書本）
  - 西　　　　　　伝西行筆写　大島雅太郎蔵
  - 桃　　　　　　筆写未詳　桃園文庫蔵
  - 図　　　　　　伝二条為定筆写　宮内庁図書寮蔵

#### 巻ごとの校合に採用された写本
複数巻にわたって校異が採られている写本は、それぞれの巻ごとに本文系統が吟味されており、その結果以下に示すように巻ごとに異なる本文系統に位置づけられていることがある。また、若紫などいくつかの巻では「別本の本文を持つ写本」として採用された写本は存在しない。
| 巻序 | 巻名   | 底本   | 青表紙本として採用された写本                                          | 河内本として採用された写本                                        | 別本として採用された写本                                     |
| 1    | 桐壺   | 池田本 | 三条西家本 大島本 肖柏本 横山本                                       | 高松宮家本 尾州家本 平瀬本 大島本 為家本                          | 御物本 陽明家本 国冬本 麦生本                                |
| 2    | 帚木   | 大島本 | 三条西家本 池田本 為秀本 松浦本                                       | 七毫源氏 高松宮家本 尾州家本 平瀬本 大島本                        | 陽明家本 国冬本                                              |
| 3    | 空蝉   | 大島本 | 三条西家本 肖柏本 池田本 横山本 御物本 為秀本                         | 七毫源氏 高松宮家本 尾州家本 平瀬本 大島本                        | 陽明家本 国冬本 麦生本 阿里莫本 飯島本 桃園文庫本            |
| 4    | 夕顔   | 大島本 | 三条西家本 肖柏本 池田本 横山本 御物本 榊原家本                       | 七毫源氏 高松宮家本 尾州家本 大島本 鳳来寺本                      | 陽明家本                                                     |
| 5    | 若紫   | 大島本 | 三条西家本 肖柏本 池田本 横山本 御物本 榊原家本                       | 七毫源氏 高松宮家本 尾州家本 大島本 鳳来寺本                      | 無し                                                         |
| 6    | 末摘花 | 大島本 | 三条西家本 肖柏本 池田本 横山本                                       | 七毫源氏 高松宮家本 尾州家本 平瀬本 大島本 鳳来寺本               | 御物本 陽明家本                                              |
| 7    | 紅葉賀 | 大島本 | 三条西家本 肖柏本 池田本 横山本 榊原家本 陽明家本                     | 七毫源氏 高松宮家本 尾州家本 平瀬本 大島本 一条兼良奥書本         | 御物本 為氏本                                                |
| 8    | 花宴   | 大島本 | 三条西家本 肖柏本 池田本 横山本 陽明家本 長親本                       | 高松宮家本 尾州家本 平瀬本 大島本                                 | 御物本                                                       |
| 9    | 葵     | 大島本 | 三条西家本 肖柏本 池田本 横山本 榊原家本                              | 七毫源氏 高松宮家本 尾州家本 大島本 源氏古注                      | 御物本 陽明家本                                              |
| 10   | 賢木   | 大島本 | 三条西家本 肖柏本 池田本 横山本 榊原家本                              | 七毫源氏 高松宮家本 尾州家本 平瀬本 大島本                        | 御物本 陽明家本 国冬本 為相本                                |
| 11   | 花散里 | 定家本 | 三条西家本 大島本 横山本 為明本                                       | 七毫源氏 高松宮家本 尾州家本 平瀬本 大島本 鳳来寺本               | 御物本 陽明家本                                              |
| 12   | 須磨   | 大島本 | 三条西家本 肖柏本 池田本 横山本 飯島本                                | 七毫源氏 高松宮家本 尾州家本 平瀬本 大島本                        | 御物本 陽明家本                                              |
| 13   | 明石   | 大島本 | 三条西家本 肖柏本 池田本 横山本 陽明家本                              | 七毫源氏 高松宮家本 尾州家本 平瀬本 大島本 御物本                 | 無し                                                         |
| 14   | 澪標   | 大島本 | 三条西家本 肖柏本 池田本 横山本 平瀬本                                | 七毫源氏 高松宮家本 尾州家本 大島本 御物本                        | 無し                                                         |
| 15   | 蓬生   | 大島本 | 三条西家本 肖柏本 池田本 横山本 御物本 榊原家本 為家本                | 七毫源氏 高松宮家本 尾州家本 大島本 鳳来寺本 曼殊院本             | 陽明家本                                                     |
| 16   | 関屋   | 大島本 | 三条西家本 肖柏本 池田本 横山本 榊原家本                              | 七毫源氏 高松宮家本 尾州家本 大島本 鳳来寺本 御物本 曼殊院本      | 陽明家本 平瀬本                                              |
| 17   | 絵合   | 大島本 | 三条西家本 肖柏本 池田本 横山本 御物本 榊原家本 陽明家本              | 七毫源氏 高松宮家本 尾州家本 大島本 兼良本                        | 無し                                                         |
| 18   | 松風   | 大島本 | 三条西家本 肖柏本 池田本 横山本 陽明家本 為家本 為氏本                | 七毫源氏 大島本 御物本 保坂本 国冬本 為相本                       | 無し                                                         |
| 19   | 薄雲   | 大島本 | 三条西家本 肖柏本 池田本 横山本 御物本 耕雲自筆書入                   | 七毫源氏 高松宮家本 尾州家本 大島本 曼殊院本                      | 陽明家本 保坂本 麦生本 阿里莫本 為氏本                       |
| 20   | 朝顔   | 大島本 | 三条西家本 肖柏本 池田本 御物本 耕雲自筆書入本 国冬本                 | 高松宮家本 尾州家本 大島本                                        | 陽明家本 保坂本 国冬本 為氏本 平瀬本                         |
| 21   | 少女   | 大島本 | 三条西家本 肖柏本 池田本 横山本 平瀬本                                | 七毫源氏 高松宮家本 尾州家本 大島本 鳳来寺本 御物本               | 陽明家本 保坂本 国冬本 麦生本 阿里莫本 讃岐本                |
| 22   | 玉鬘   | 大島本 | 三条西家本 肖柏本 池田本 横山本                                       | 七毫源氏 高松宮家本 尾州家本 平瀬本 大島本 鳳来寺本 御物本        | 陽明家本 保坂本 国冬本 麦生本 阿里莫本                       |
| 23   | 初音   | 池田本 | 三条西家本 肖柏本 池田本 横山本 伝慈鎮本                              | 高松宮家本 尾州家本 御物本 飯島本                                 | 保坂本 麦生本 阿里莫本 大島本                                |
| 24   | 胡蝶   | 大島本 | 三条西家本 肖柏本 池田本 横山本                                       | 七毫源氏 高松宮家本 尾州家本 平瀬本 大島本 鳳来寺本 御物本        | 陽明家本 保坂本 麦生本 阿里莫本                              |
| 25   | 蛍     | 大島本 | 三条西家本 肖柏本 池田本 横山本 御物本 為家本                         | 七毫源氏 高松宮家本 尾州家本 平瀬本 大島本 保坂本                 | 陽明家本 阿里莫本                                            |
| 26   | 常夏   | 大島本 | 三条西家本 肖柏本 池田本 横山本 為家本 佐佐木本                       | 高松宮家本 尾州家本 平瀬本 大島本 鳳来寺本 御物本 為家本          | 陽明家本 保坂本 国冬本                                       |
| 27   | 篝火   | 大島本 | 三条西家本 肖柏本 池田本 横山本 御物本 為家本                         | 七毫源氏 高松宮家本 尾州家本 平瀬本 大島本 鳳来寺本               | 陽明家本 保坂本 国冬本                                       |
| 28   | 野分   | 大島本 | 三条西家本 池田本 横山本 御物本 高野本                                | 七毫源氏 高松宮家本 尾州家本 平瀬本 大島本 鳳来寺本               | 陽明家本 保坂本 麦生本 阿里莫本                              |
| 29   | 行幸   | 大島本 | 三条西家本 肖柏本 池田本 横山本 御物本                                | 七毫源氏 高松宮家本 尾州家本 大島本 鳳来寺本                      | 陽明家本 保坂本 麦生本                                       |
| 30   | 藤袴   | 大島本 | 三条西家本 肖柏本 池田本 御物本 伝慈鎮本                              | 高松宮家本 尾州家本 平瀬本 大島本 鳳来寺本                        | 無し                                                         |
| 31   | 真木柱 | 大島本 | 三条西家本 肖柏本 池田本 横山本 御物本 為家本                         | 七毫源氏 高松宮家本 尾州家本 平瀬本 大島本 鳳来寺本               | 陽明家本 保坂本 麦生本 阿里莫本 為相本                       |
| 32   | 梅枝   | 大島本 | 三条西家本 肖柏本 池田本 横山本 御物本                                | 七毫源氏 高松宮家本 尾州家本 大島本 鳳来寺本                      | 陽明家本 保坂本 麦生本 阿里莫本 桃園文庫本                   |
| 33   | 藤裏葉 | 大島本 | 三条西家本 肖柏本 池田本 横山本 御物本                                | 七毫源氏 高松宮家本 尾州家本 平瀬本 大島本 鳳来寺本               | 陽明家本 保坂本 国冬本 麦生本 阿里莫本                       |
| 34   | 若菜上 | 大島本 | 三条西家本 肖柏本 池田本 横山本 御物本 陽明家本 国冬本                | 高松宮家本 尾州家本 平瀬本 大島本 鳳来寺本                        | 保坂本 阿里莫本                                              |
| 35   | 若菜下 | 大島本 | 三条西家本 肖柏本 池田本 横山本 榊原家本 陽明家本                     | 七毫源氏 高松宮家本 尾州家本 平瀬本 大島本 鳳来寺本 御物本 国冬本 | 保坂本 阿里莫本                                              |
| 36   | 柏木   | 定家本 | 三条西家本 大島本 肖柏本 横山本 榊原家本 陽明家本                     | 高松宮家本 尾州家本 平瀬本 大島本 鳳来寺本 為氏本                 | 御物本 保坂本 国冬本 麦生本 阿里莫本                         |
| 37   | 横笛   | 大島本 | 三条西家本 肖柏本 池田本 横山本 榊原家本 陽明家本 為家本              | 七毫源氏 高松宮家本 尾州家本 平瀬本 大島本 鳳来寺本 御物本        | 保坂本 麦生本 阿里莫本 飯島本                                |
| 38   | 鈴虫   | 大島本 | 三条西家本 肖柏本 池田本 横山本 為氏本 西下経一蔵本                   | 高松宮家本 尾州家本 大島本 鳳来寺本 御物本 為家本 俊成本          | 陽明家本 保坂本 麦生本 阿里莫本 言経本                       |
| 39   | 夕霧   | 大島本 | 三条西家本 肖柏本 池田本 横山本                                       | 七毫源氏 高松宮家本 尾州家本 平瀬本 大島本 鳳来寺本 加持井宮本    | 御物本 陽明家本 保坂本 国冬本 麦生本 阿里莫本                |
| 40   | 御法   | 大島本 | 三条西家本 肖柏本 池田本 横山本                                       | 七毫源氏 高松宮家本 尾州家本 平瀬本 大島本 鳳来寺本 御物本 為家本 | 陽明家本 保坂本 麦生本 阿里莫本                              |
| 41   | 幻     | 大島本 | 三条西家本 肖柏本 池田本                                              | 七毫源氏 高松宮家本 尾州家本 平瀬本 大島本 鳳来寺本 為家本        | 御物本 陽明家本 保坂本 麦生本 阿里莫本 飯島本                |
| 42   | 匂宮   | 大島本 | 三条西家本 肖柏本 池田本 横山本 榊原家本 為家本                       | 高松宮家本 尾州家本 平瀬本 大島本 鳳来寺本 御物本                 | 保坂本 麦生本 阿里莫本 飯島本 言経本                         |
| 43   | 紅梅   | 大島本 | 三条西家本 肖柏本 池田本 横山本 御物本 陽明家本                       | 七毫源氏 高松宮家本 尾州家本 大島本 鳳来寺本 為家本               | 保坂本 国冬本 麦生本 阿里莫本 飯島本 平瀬本                  |
| 44   | 竹河   | 大島本 | 三条西家本 肖柏本 池田本 横山本 陽明家本                              | 七毫源氏 高松宮家本 尾州家本 大島本 鳳来寺本 御物本               | 保坂本 国冬本 麦生本 阿里莫本 言経本 伝西行本 伝西行本       |
| 45   | 橋姫   | 大島本 | 三条西家本 肖柏本 池田本                                              | 七毫源氏 尾州家本 平瀬本 大島本 鳳来寺本 御物本 為家本            | 陽明家本 保坂本 国冬本 麦生本 阿里莫本 高松宮家本 横山本     |
| 46   | 椎本   | 大島本 | 三条西家本 肖柏本 池田本                                              | 七毫源氏 高松宮家本 大島本 鳳来寺本 御物本 国冬本                 | 陽明家本 保坂本 横山本                                       |
| 47   | 総角   | 大島本 | 三条西家本 肖柏本 池田本 御物本                                       | 七毫源氏 高松宮家本 尾州家本 大島本 鳳来寺本 国冬本               | 陽明家本 保坂本 横山本 平瀬本                                |
| 48   | 早蕨   | 定家本 | 三条西家本 大島本 肖柏本 池田本 横山本 御物本                         | 七毫源氏 高松宮家本 尾州家本 大島本 鳳来寺本 為家本               | 陽明家本 保坂本 麦生本 阿里莫本 平瀬本                       |
| 49   | 宿木   | 大島本 | 三条西家本 肖柏本 池田本 横山本                                       | 七毫源氏 尾州家本 平瀬本 大島本 鳳来寺本 御物本                   | 陽明家本 保坂本 国冬本 阿里莫本 高松宮家本 桃園文庫本        |
| 50   | 東屋   | 大島本 | 三条西家本 榊原家本                                                   | 七毫源氏 尾州家本 大島本 鳳来寺本 伝慈寛本                        | 御物本 陽明家本 保坂本 国冬本 高松宮家本 池田本 為定本       |
| 51   | 浮舟   | 大島本 | 三条西家本 肖柏本 横山本 榊原家本 平瀬本                              | 七毫源氏 尾州家本 大島本 鳳来寺本 御物本 伝慈寛本 為家本          | 陽明家本 国冬本 阿里莫本 高松宮家本 桃園文庫本               |
| 52   | 蜻蛉   | 大島本 | 三条西家本 肖柏本 池田本 横山本                                       | 七毫源氏 尾州家本 大島本 鳳来寺本 御物本 伝慈寛本                 | 陽明家本 保坂本 国冬本 麦生本 阿里莫本 高松宮家本            |
| 53   | 手習   | 大島本 | 三条西家本 肖柏本 榊原家本 為氏本                                     | 七毫源氏 尾州家本 平瀬本 大島本 鳳来寺本 御物本 伝慈寛本          | 陽明家本 保坂本 国冬本 阿里莫本 高松宮家本 池田本 桃園文庫本 |
| 54   | 夢浮橋 | 池田本 | 三条西家本 大島本 肖柏本 横山本 榊原家本 陽明家本 平瀬本 勝安房旧蔵本 | 七毫源氏 尾州家本 大島本 鳳来寺本 御物本 伝慈寛本                 | 保坂本 国冬本 麦生本 阿里莫本 高松宮家本 桃園文庫本          |

### 校異編の評価
『源氏物語大成』では、基本的な校合方針として「簡明を旨とする」という方針が示されており、漢字と仮名の使い分け、変体仮名、異体字、仮名遣いなど意味に影響を与えないと考えられた校異は多くの場合省略されている。校合対象の写本の採用基準は青表紙本系統の写本を最重要視しており、河内本系統の写本や別本系統の写本の採用は限られている。ある巻では校合に採用されており、別の巻でも採用することが可能と考えられる写本であっても巻ごとに採用を選んでおり、青表紙本と考えられた写本以外の写本の採用は比較的限定されたものになっている。また採用された写本に異文がある箇所でも校異が記載されていないことも少なくない。そのためこの校本から校合に採用された特定の写本の本文を復元することは原則として不可能である。
そもそも当然のことながら本文の比較校合の作業が始められた昭和初期の時点で存在が明らかになっており、かつ比較校合が可能であった写本しかとりあげられておらず、その後発見された、あるいは価値が明らかになった多くの写本との比較は行われていないが、その中には定家の自筆本の一部や臨模本等の現在重要と考えられている写本がいくつか含まれている。また、本書で校異に採用されていながら（おそらくは当時の所有者の意向により）「某家蔵」等としか表示されず当初から写本の所在が明らかでなかったり、当時の写本の所在は明らかであってもその後戦中・戦後の混乱期を経て所在が不明になった写本もいくつか存在するため、現在では校合のために採録した本文が正しいものなのかどうか再検証できない部分が存在する。
この校本が出来た当初は、「これで源氏物語本文の研究はほぼ完成した。これからはこの研究結果を元にして（作品論などの）次の段階の研究に進めばよい。」等として源氏物語の本文研究はもはや不必要であるかのような論調すら存在した。このような状況を問題視する阿部秋生によって、帚木帖を例にとって「簡明を旨とする」の具体的な内容を中心に校訂本文の精度についてさまざまな検証が行なわれたが、単純な誤りはほとんど発見されなかったものの、意図の不明な漢字表記や仮名遣いの統一などもあり、最終的な結論は、「特に精度の高い校本とは言い難い。この校本によっての『源氏物語』の本文研究や、校訂作業は全く不可能なこととは思わないが、非常に限られた調査しか出来ないことは承知しておかねばなるまい。」であった。
本書源氏物語大成の成立にも関わっていた松尾聡は、1978年（昭和53年）になって「これからの源氏物語の本文研究のさらなる進展のためには、本書を利用することによって大きく進展した現在の最新の研究水準に基づいて上記で指摘されているような問題点である漢字と仮名の使い分けや仮名遣い、河内本や別本について大幅に省略されている校異などについて、底本や校合本に当たり直して一切省略しない「新版校異源氏」を作る必要がある」と述べている。河内本に関する部分については1990年代に入ってから加藤洋介らによって実際に作業が行われ、その結果が『河内本源氏物語校異集成』に結実している。
このように現在の源氏物語の本文研究の学問的水準から考えると問題も多く、批判されることもしばしばある校本ではあるが、歴史上初めて完成した学術的な源氏物語の校本でありながら、21世紀に入っても通常の研究に利用しうる源氏物語の校本としては最も整ったものである。

## 校異編以外の部分
1942年（昭和17年）10月、「校異源氏物語」全5巻（中央公論社）を完成させた池田であるが、戦時下の時局悪化に伴い、協力者の大半が太平洋戦争に駆り出されるに至った。そこで、新たにいわゆる「戦後の高弟」、稲賀敬二、石田穣二、森本元子、小山敦子、中村義雄、待井新一らを協力者に加え、前著「校異源氏物語」に「索引篇」「解説篇」「資料篇」「図録篇」を増補し、また新たに発見された明融本を校異本文に加え、「源氏物語大成」全8巻（中央公論社 1953年（昭和28年）-1956年（昭和31年））として刊行した。

### 索引編
一般語彙編、助詞・助動詞編、項目一覧からなる。索引編は、校異編の完成以後の作業の中心となったものであり、このような作業にコンピュータを利用することなど考えられなかった時代に、この索引編を作成するために、一般語彙については約50万枚、助詞・助動詞については約60万枚の紙によるカードを作成したとされている。
なお、この索引編を作る作業自体は早くから始められていたらしく、校異源氏物語と同じ中央公論社から出版されていた谷崎潤一郎の旧訳源氏物語の付録（月報第11号及び13号）には、「池田亀鑑の『校異源氏物語』は昭和15年の時点では索引が計画されていた」旨が記されており、1943年（昭和18年）に東京帝国大学で池田亀鑑から源氏物語の講義を受けた今井源衛は、「講義の中で当時すでに一部完成していたらしい索引を元にして源氏物語語意論を語っていた」と述べている。

また源氏物語54帖の校訂本文を『校異源氏物語』では5冊、『源氏物語大成』では3冊、後に刊行された『源氏物語大成』普及版では6冊に分けて収録しているが、頁数は通し番号になっている（『源氏物語大成』になった際に加えられた「補正」の頁数は別立てになっており、通し頁数には影響を与えないようになっている。）ためにどれとどれを組み合わせて使用しても支障が出ないようになっている。そのため上述の通り「校異源氏物語」を所有していた者の中には「源氏物語大成」が刊行されたとき校異編を購入せずにもともと持っていた「校異源氏物語」と新たに購入した「源氏物語大成　索引編」を組み合わせて利用している者もいたという。
なお、1990年代半ばになって源氏物語大成の本文を元にコンピュータを使用した大規模な本格的用例索引が作成されている。

### 研究資料編
当初この「研究資料編」は源氏物語大成の最終巻として本文及び索引以外の部分全体を一冊にまとめて出版しようとしたものであるが、刊行途中でそれ以外に「図録編」が加わったため最終巻ではなくなり、普及版では「研究編」と「資料編」の二冊に分けられている。

#### 研究編
本書（主として校異編）が成立するまでになされた本文の伝流や写本の系統についての研究成果をまとめたものである。晩年の池田は1954年（昭和29年）夏に脳出血によって倒れた後は右手が不自由になったために全ての著作は口述筆記によることになり、この研究編も1956年（昭和31年）8月初旬から10月中旬にいたる70日の間に1日も休むこと無く口述筆記によって作成されたものである。同編の章立ては、以下のように分かれている
- 「源氏物語古写本の伝流」
「平安時代における源氏物語の伝流」、「世尊寺家の源氏物語の伝流」、「源氏釈の形態と特質」からなり、紫式部が源氏物語を書き上げてから現在行われている青表紙本・河内本という区分が成立するまでの源氏物語の本文の流れについて論じたものであり、同時代の写本が存在せず、それ以外にも間接的・断片的な資料しか存在しない平安時代における源氏物語本文の伝流についての論述に多くのページが割かれている。このことは、池田の関心が本書の完成によって青表紙本・河内本というものについての研究が一応完成し、その成果を基礎として青表紙本・河内本が成立する以前の源氏物語の本文の流れを明らかにし、紫式部の書いた「原本」に迫ることにあったからであるとされている。
- 「源氏物語諸本の系統」
「青表紙本の形態と性格」、「奥入の成立とその価値」、「河内本とその成立」、「河内本の性格」、「別本の呼称とその性格」、「本文資料としての源氏物語古系図」、「耕雲本の成立とその特質」、「古注に現れた本文分別とその検証」からなり、青表紙本、河内本、耕雲本といった本文系統の成立とそれぞれの系統の特徴や性格・代表する写本について論じている。
- 「現存重要諸本の解説」
校異編を作るに当たって調査した現存する計44の重要な写本についてそれぞれの写本ごとに項目を立て解説が行われている。但し、以下のような点に注意を必要とする。
  -     - 藤原定家自筆本源氏物語、大島本、明融本、尾州家本源氏物語、高松宮家本源氏物語といったそれぞれの本文系統を代表する写本についてはここには挙げられず、上記の「源氏物語諸本の系統」の中のそれぞれの本文系統の説明の中で触れられている。
    - 肖柏本源氏物語、三条西家本（日本大学蔵本）、国冬本源氏物語のように校異編で採用されていながら全く触れられていない写本が存在する。
    - 校異編では「池田本　伝藤原行能等各筆　桃園文庫蔵」とされている写本が研究編では「桃園文庫蔵源氏物語（青表紙本）」、校異編では「尾州家本　（北条実時奥書）　尾張侯爵家蔵」とされている写本が研究編では「正嘉二年奥書本源氏物語」とされているなど写本の名称が説明無く異なっていることがある。
    - 天理河内本源氏物語（「桃園文庫蔵源氏物語（河内本）」として）、大沢本源氏物語、東京大学本源氏物語など、結果的に校異編に採用されなかった写本についても解説されている。

なお、この「現存重要諸本の解説」については後に大津有一が『源氏物語事典　下巻』の「諸本解題」において、校異編に採用されていたり池田が調査したにもかかわらず研究編で説明されていない写本及び絵入源氏物語、慶長中刊源氏物語、元和九年刊源氏物語といった版本を加えた計125本の写本・版本について研究編で説明されている以後の写本の所蔵者の異動などを書き加えた説明を行っている。

#### 資料編
古注集成の編纂のために収集した数多く存在する源氏物語の古注や関連資料の中から古い時期のもの中心に源氏物語の研究において最も重要と思われるものを厳選して下記の資料を収録している。
- 源氏釈 藤原伊行（前田家本）
最も古い時期の注釈書として収録された。
- 奥入 （第1次（明融本、大島本）、第2次（定家自筆本））
源氏研究の源泉として収録された。
- 源氏物語絵詞
源氏物語絵巻の絵詞であり平安時代末期の本文資料として収録された。
- 源氏物語古系図（九条家本、為氏本、正嘉本）
平安末期の本文資料として収録された。
- 弘安源氏論議（九条家本）
最古の討論形態の注釈書として収録された。
- 原中最秘抄（阿波文庫本）
最古の秘伝書形態の注釈書として収録された。
- 仙源抄（応永本）
最古の辞書形態の注釈書として収録された。

### 図録編
源氏物語絵巻のほぼ全巻および伴大納言絵巻、信貴山縁起絵巻、紫式部日記絵巻、枕草子絵巻、年中行事絵巻、粉河寺縁起絵巻、平家納経などの古い時期のものを中心に重要な絵図を数多く収録している。
このような図録集について、池田亀鑑は諸註集成とともに意義のあることとして準備を進めていたものの当時の出版事情からして困難であるとして源氏物語大成の刊行計画が発表された当初は本「図録編」は含まれていなかったが、刊行途中で追加されたものである。そのためシリーズ全体の出版事情を説明する「源氏物語大成の経過について」は最終巻である本巻ではなく一つ前の当初最終巻に予定されていた「研究資料編」（普及版では資料編）」の末尾に収録されている。

## 書誌情報・各巻の内容
発行はいずれも中央公論社である。

### 限定版
1953年（昭和28年）6月から1956年（昭和31年）12月にかけ全8巻で出版。1970年代まで何度か版を重ねている。
- - 源氏物語大成 巻1 校異篇 1953年（昭和28年）6月発売 ISBN 4-12400-441-9

桐壺、帚木、空蝉、夕顔、若紫、末摘花、紅葉賀、花宴、葵、賢木、花散里、須磨、明石、澪標、蓬生、関屋、絵合、松風、薄雲、朝顔、少女までを収録
  - 源氏物語大成 巻2 校異篇 1953年（昭和28年）11月発売 ISBN 4-12400-442-7

玉鬘、初音、胡蝶、蛍、常夏、篝火、野分、行幸、藤袴、真木柱、梅枝、藤裏葉、若菜上、若菜下、柏木、横笛、鈴虫、夕霧までを収録
  - 源氏物語大成 巻3 校異篇 1954年（昭和29年）2月発売 ISBN 4-12400-443-5

御法、幻、匂宮、紅梅、竹河、橋姫、椎本、総角、早蕨、宿木、東屋、浮舟、蜻蛉、手習、夢浮橋までを収録
  - 源氏物語大成 巻4 索引篇 1953年（昭和28年）8月発売 ISBN 4-12400-444-3

一般語彙索引
  - 源氏物語大成 巻5 索引篇 1956年（昭和31年）4月発売 ISBN 4-12400-445-1

助詞・助動詞索引
  - 源氏物語大成 巻6 索引篇 1956年（昭和31年）9月発売 ISBN 4-12400-446-X

索引項目一覧
  - 源氏物語大成 巻7 研究資料篇 1956年（昭和31年）11月発売 ISBN 4-12400-447-8
  - 源氏物語大成 巻8 図録篇 1956年（昭和31年）1月発売 ISBN 4-12400-448-6

### 普及版・豪華普及版
普及版は8巻だった限定版を14冊に再編して1984年（昭和59年）から1985年（昭和60年）にかけて発売された。1989年（平成元年）刊行のものは「豪華普及版」と称している）
- - 源氏物語大成 第一冊 校異編 1984年（昭和59年）10月発売 ISBN 4-1240-2471-1

桐壺、帚木、空蝉、夕顔、若紫、末摘花、紅葉賀、花宴、葵までを収録
  - 源氏物語大成 第二冊 校異編 1984年（昭和59年）11月発売 ISBN 4-1240-2472-X

賢木、花散里、須磨、明石、澪標、蓬生、関屋、絵合、松風、薄雲、朝顔までを収録
  - 源氏物語大成 第三冊 校異編 1984年（昭和59年）12月発売 ISBN 4-1240-2473-8

少女、玉鬘、初音、胡蝶、蛍、常夏、篝火、野分、行幸、藤袴、真木柱、梅枝、藤裏葉までを収録
  - 源氏物語大成 第四冊 校異編 1985年（昭和60年）1月発売 ISBN 4-1240-2474-6

若菜上、若菜下、柏木、横笛、鈴虫、夕霧までを収録
  - 源氏物語大成 第五冊 校異編 1985年（昭和60年）2月発売 ISBN 4-1240-2475-4

御法、幻、匂宮、紅梅、竹河、橋姫、椎本、総角、早蕨までを収録
  - 源氏物語大成 第六冊 校異編 1985年（昭和60年）3月発売 ISBN 4-1240-2476-2

宿木、東屋、浮舟、蜻蛉、手習、夢浮橋までを収録
  - 源氏物語大成 第七冊 索引編 1985年（昭和60年）4月発売 ISBN 4-1240-2477-0

一般語彙索引上（あ～し）
  - 源氏物語大成 第八冊 索引編 1985年（昭和60年）5月発売 ISBN 4-1240-2478-9

一般語彙索引下（す～を）
  - 源氏物語大成 第九冊 索引編 1985年（昭和60年）6月発売 ISBN 4-1240-2479-7

助詞・助動詞索引上
  - 源氏物語大成 第十冊 索引編 1985年（昭和60年）7月発売 ISBN 4-1240-2480-0

助詞・助動詞索引下
  - 源氏物語大成 第十一冊 索引篇 1985年（昭和60年）8月発売 ISBN 4-1240-2481-9

索引項目一覧
  - 源氏物語大成 第十二冊 研究篇 1985年（昭和60年）9月発売 ISBN 4-1240-2482-7
  - 源氏物語大成 第十三冊 資料篇 1985年（昭和60年）10月発売 ISBN 4-1240-2483-5
  - 源氏物語大成 第十四冊 図録篇 1985年（昭和60年）11月発売 ISBN 4-1240-2484-3

## その他
本書は、刊行後昭和31年度の朝日文化賞（現朝日賞）を受賞している。

### 桃園文庫
「桃園」とは池田亀鑑の雅号であり、「桃園文庫」とは本書を作る過程で池田亀鑑が購入した源氏物語の写本をはじめとする『伊勢物語』、『土佐日記』等の王朝文学に関する様々な資料を含む池田亀鑑のコレクションの総称である。これらは、1956年（昭和31年）12月の同人の没後もしばらくの間同人の私邸において亀鑑の次男である池田研二らによって生前に利用されていたほぼそのままの状態で保存管理されていた（同人の住居に付随してコンクリート二階建の書庫があり、そこで整然と保存されていたとされている）が、東海大学附属図書館館長であった原田敏明が池田亀鑑の妻の兄であった関係等からその管理を任されるようになった。その後1972年（昭和47年）に、東海大学の建学三十周年事業の一環として同大学が一括して購入することが正式に決まり、1973年（昭和48年）11月、ほぼ1年に及ぶ調査・目録作成作業の後、保管場所も東海大学に移され、同大学の附属図書館において「桃園文庫」としてまとめて保管されることとなった。
東海大学では、1976年（昭和51年）5月に「桃園文庫整理準備委員会」が、さらに1983年（昭和58年）4月には「桃園文庫整理委員会」が設立され、1986年（昭和61年）3月に物語文学を中心とした目録『桃園文庫目録　上巻』が、1988年（昭和63年）3月に物語文学以外についての目録『桃園文庫目録　中巻』が出版されている。また「東海大学桃園文庫影印刊行委員会」が設立され、1990年（平成2年）から1996年（平成8年）にかけて、源氏物語大成において校異に採用された明融本のほか源氏物語古系図・梗概書の源氏小鏡や源氏抄さらには伊勢物語・土佐日記・古今和歌集・堤中納言集・紀貫之集・徒然草等を内容とする『東海大学蔵桃園文庫影印叢書』（全13巻）が刊行されているほか、貴重な写本類の展示もしばしば行われている。
なお、阿里莫本、池田本、国冬本、麦生本、肖柏本、天理河内本といった校異源氏物語及び源氏物語大成にその校異を採録されているような桃園文庫旧蔵とされる貴重な写本の少なくないものが現在天理大学天理図書館の所蔵になっている。このうち池田本・麦生本・阿里莫本については『源氏物語大成大成 研究編』の「現存重要写本の解説」のそれぞれの項目において「戦時中行方不明になった」との記述が存在する。これらは古書籍商である弘文荘反町茂雄の手を経て天理図書館に入り現在も天理図書館の所蔵となっているものである。この間の事情について、弘文荘反町茂雄はまだ池田亀鑑が存命中であった1950年（昭和25年）に池田亀鑑の有力なスポンサーの一人であった前田善子のコレクションであった「紅梅文庫」の蔵書が大量に売りに出されたが、その中に「桃園文庫」の蔵書印が押されている重要な源氏物語の古写本がいくつも含まれていたことを知り、これらが散逸したり非公開の個人所蔵となることを恐れて天理教真柱の中山正善に一括して買い取ってもらい、天理図書館でまとめて管理してもらうことになったと識している。なお、桃園文庫の蔵書が紅梅文庫の中にあった事情については反町茂雄は「戦時中に池田亀鑑が何らかの理由で物入りが生じたため、校異源氏物語が完成したことにより手元に置く必要が無くなりかつ多くの巻が揃っているため価値が高いと見られた写本を預けるような形で親しい前田善子に買い取ってもらったのが戦後の混乱の中で売りに出されてしまったのではないか」と推測している。

### 家族の協力
本書の成立には多くの研究者の協力があったほか、池田亀鑑の父宏文をはじめとする家族の協力もあったとされている。この「家族の協力」という点については『源氏物語大成』の序文等に謝辞が簡単に記されているに過ぎなかったため誰がどのような協力をしたのかその具体的な内容は不明であり、池田亀鑑に対する精神的な側面での助力や単純な労力的な作業の手伝いに限られているとする見方もあったが、池田亀鑑の弟である池田晧が普及版の月報において明らかにしたところによれば、校異編において使われている校異の表記方法はいくつかの試行錯誤の末池田晧の提案を池田亀鑑が採用したものであることなどを始めとして、『源氏物語大成』の成立に係わる極めて重要な部分にまでその助力が及んでいることが明らかになった。

## 関連出版物
『源氏物語大成』の関連出版物として次のものが挙げられる。
- 東京帝国大学文学部国文学研究室編『源氏物語に関する展観書目録』岩波書店、1932年（昭和7年）
1932年（昭和7年）11月19日および20日に東京大学文学部国文学科において行われた河内本を元にした「校本源氏物語」の完成記念として本文資料として源氏物語の古写本青表紙系統六十二種、河内本系統三十四種、別本系統二十四種等を展観した際の目録である。
- 橋本進吉編『源氏物語展観書解説』冨山房、1937年（昭和12年）2月
1937年（昭和12年）2月に芳賀矢一の十周年の忌辰として源氏物語の古写本及び古注釈書三十余部を展観した際の目録である。
- 日本古典全書『源氏物語』池田亀鑑著　朝日新聞社　1946年（昭和21年）～1955年（昭和30年）
池田亀鑑による『源氏物語大成』と並行して作業が進められた源氏物語の注解書であり、本文は基本的に源氏物語大成と同じになっている。全7巻。現代語訳が併記してあり、源氏物語54帖のほか、第7巻には山路の露が収められている。巻頭には140ページを超える「解説」が付されており、後に『源氏物語事典』などに転載された。
- 『源氏物語事典』上下2巻　池田亀鑑編　東京堂出版　1960年（昭和35年）（合本は1987年（昭和62年）3月15日刊） ISBN 4-4901-0223-2
池田亀鑑が死去した時点で第三期の作業として予定されていた「源氏物語諸注集成」のために池田により集められ、作成されつつあった膨大な未定稿が残されていた。この「源氏物語諸注集成」の作業は、当初弟子たちによって作業が引き継がれる事が考えられたが、「短月日の間にはまとめがたい」として大津有一を編集代表として弟子たちによって現在のような形にまとめられて出版されたものである[46]。源氏物語に関するこの種の事典・資料集は多くの学者により作成され、さまざまな出版社から数多く出版されているが、その中でも最も大規模でかつ詳細なものであり、『源氏物語大成』と出版社は異なるが、判型や装幀は『源氏物語大成』と合わせたものになっている。当初1960年（昭和35年）に上下2巻で（上巻は3月、下巻は9月）刊行され、後に1987年（昭和62年）になって合本が刊行された。2008年（平成20年）には源氏物語千年紀を記念した出版事業の一つとして伊井春樹による新たな序文を付けて再刊された。内容は以下の通りである。
  - 上巻（語彙編）

源氏物語本文に現れる人物名・地名・邸宅名などの固有名詞、服飾などの事物・官職名・年中行事など約3,000の項目を解説した源氏物語に関する通常の事項事典である。
  - 下巻は源氏物語に関する各種の資料集として以下のものからなっている。
    - 総記（池田亀鑑執筆）

もともと日本古典全書「源氏物語」（朝日新聞社）のために池田が書いたものを大津有一が一部加筆した上で転載している。源氏物語に関する主要な問題を「名称」、「巻冊数」、「巻名と巻序」、「並びの巻について」、「物語の構想と各巻の配列」、「各巻の孤立性と関連性」、「短編性と長編性」、「作者」、「紫式部の略歴」、「紫式部の作家的生活」、「物語の主題」、「執筆動機について」、「執筆期間」、「巻々の成立順位」、「写実的精神と手法」、「浪漫的精神と手法」、「モデル論」、「もののあわれ」、「後代文学への影響」、「諸本とその系統」、「研究略史」、「源氏物語の現代的意義」の22項目に亘って論じている。
    - 注釈書解題（大津有一執筆）
    - 諸本解題（大津有一執筆）
    - 梗概（清水好子執筆）
    - 所引詩歌仏典（玉上琢弥執筆）
    - 作中人物解説（稲賀敬二執筆）
    - 系図・人物・呼称一覧（稲賀敬二執筆）
    - 年立（稲賀敬二執筆）
    - 主要人物官位身分年齢一覧（稲賀敬二執筆）
    - 源氏物語年表（山脇毅執筆）
    - 図録（石田穣二執筆、奥村恒哉地図作成、菱田青完図録作画）
- 『源氏物語語彙用例総索引　自立語編』全五巻（勉誠出版、1994年（平成6年）12月） ISBN 4-585-08004-X
- 『源氏物語語彙用例総索引　付属語編』全五巻（勉誠出版、1996年（平成8年）2月20日） ISBN 4585100032
源氏物語大成の本文を用いた源氏物語の詳細な用例索引、本文には源氏物語大成の他『日本古典文学大系』(岩波書店刊)と『日本古典文学全集』(小学館刊)の対応する頁・行数も示し、比較出来るようにしてある。基本的には源氏物語大成索引編（助詞・助動詞の部）に基づいており、そこに掲出された付属語に、「きこゆ」「たうぶ」「たてまつる」「たまふ」「はべり」「まうす」等の補助動詞（自立語）を加えて前後の文脈を付して、一覧に供したもの。